# 全国高等学校野球選手権大会 (北海道勢)
全国高等学校野球選手権大会における北海道勢の成績について記す。

## 大会結果
| 大会                  | 代表校                                         | 試合結果                                       | 試合結果                                       | 成績                                           |
| --------------------- | ---------------------------------------------- | ---------------------------------------------- | ---------------------------------------------- | ---------------------------------------------- |
| 1920年（第6回大会）   | 北海中（初出場）                               | 1回戦                                          | ● 4 - 7 長岡中                                 | 初戦敗退                                       |
| 1921年（第7回大会）   | 函館中（初出場）                               | 1回戦                                          | ● 3 - 4 岡山一中                               | 初戦敗退                                       |
| 1922年（第8回大会）   | 北海中（2年ぶり2回目）                         | 1回戦                                          | ○ 11 - 3 名古屋商                              | ベスト8                                        |
| 1922年（第8回大会）   | 北海中（2年ぶり2回目）                         | 準々決勝                                       | ● 0 - 8 松本商                                 | ベスト8                                        |
| 1923年（第9回大会）   | 函館商（初出場）                               | 2回戦                                          | ○ 6 - 5 佐賀中                                 | ベスト8                                        |
| 1923年（第9回大会）   | 函館商（初出場）                               | 準々決勝                                       | ● 4 - 5 松江中                                 | ベスト8                                        |
| 1924年（第10回大会）  | 北海中（2年ぶり3回目）                         | 1回戦                                          | ○ 5x - 4 静岡中（延長12回）                    | 2回戦                                          |
| 1924年（第10回大会）  | 北海中（2年ぶり3回目）                         | 2回戦                                          | ● 5 - 8 市岡中                                 | 2回戦                                          |
| 1925年（第11回大会）  | 北海中（2年連続4回目）                         | 1回戦                                          | ● 3 - 9 東山中                                 | 初戦敗退                                       |
| 1926年（第12回大会）  | 旭川商（初出場）                               | 2回戦                                          | ● 8 - 16 京城中                                | 初戦敗退                                       |
| 1927年（第13回大会）  | 札幌一中（初出場）                             | 1回戦                                          | ○ 4 - 1 青森師範（延長12回）                   | 2回戦                                          |
| 1927年（第13回大会）  | 札幌一中（初出場）                             | 2回戦                                          | ● 4 - 12 愛知商                                | 2回戦                                          |
| 1928年（第14回大会）  | 北海中（3年ぶり5回目）                         | 2回戦                                          | ○ 7 - 6 豊中中                                 | ベスト4                                        |
| 1928年（第14回大会）  | 北海中（3年ぶり5回目）                         | 準々決勝                                       | ○ 4 - 3 台北中                                 | ベスト4                                        |
| 1928年（第14回大会）  | 北海中（3年ぶり5回目）                         | 準決勝                                         | ● 0 - 6 平安中                                 | ベスト4                                        |
| 1929年（第15回大会）  | 北海中（2年連続6回目）                         | 1回戦                                          | ● 2 - 9 鹿児島商                               | 初戦敗退                                       |
| 1930年（第16回大会）  | 北海中（3年連続7回目）                         | 1回戦                                          | ● 2 - 24 和歌山中                              | 初戦敗退                                       |
| 1931年（第17回大会）  | 札幌商（初出場）                               | 2回戦                                          | ○ 10x - 9 大連商                               | ベスト8                                        |
| 1931年（第17回大会）  | 札幌商（初出場）                               | 準々決勝                                       | ● 7 - 19 嘉義農林                              | ベスト8                                        |
| 1932年（第18回大会）  | 北海中（2年ぶり8回目）                         | 1回戦                                          | ● 0 - 4 明石中                                 | 初戦敗退                                       |
| 1933年（第19回大会）  | 北海中（2年連続9回目）                         | 2回戦                                          | ● 1 - 5 平安中（延長11回）                     | 初戦敗退                                       |
| 1934年（第20回大会）  | 札幌商（3年ぶり2回目）                         | 2回戦                                          | ● 8 - 9 京城商                                 | 初戦敗退                                       |
| 1935年（第21回大会）  | 北海中（2年ぶり10回目）                        | 1回戦                                          | ● 0 - 10 大分商                                | 初戦敗退                                       |
| 1936年（第22回大会）  | 北海中（2年連続11回目）                        | 2回戦                                          | ○ 4 - 1 青島中                                 | ベスト8                                        |
| 1936年（第22回大会）  | 北海中（2年連続11回目）                        | 準々決勝                                       | ● 1 - 3 育英商                                 | ベスト8                                        |
| 1937年（第23回大会）  | 北海中（3年連続12回目）                        | 2回戦                                          | ○ 2 - 1 福岡工                                 | ベスト8                                        |
| 1937年（第23回大会）  | 北海中（3年連続12回目）                        | 準々決勝                                       | ● 1 - 13 海草中                                | ベスト8                                        |
| 1938年（第24回大会）  | 北海中（4年連続13回目）                        | 1回戦                                          | ● 1 - 3 高崎商                                 | 初戦敗退                                       |
| 1939年（第25回大会）  | 札幌一中（12年ぶり2回目）                      | 1回戦                                          | ● 0 - 8 熊本工                                 | 初戦敗退                                       |
| 1940年（第26回大会）  | 北海中（2年ぶり14回目）                        | 1回戦                                          | ● 2 - 3x 松山商（延長14回）                    | 初戦敗退                                       |
| 1946年（第28回大会）  | 函館中（25年ぶり2回目）                        | 2回戦                                          | ○ 13 - 5 山形中                                | ベスト8                                        |
| 1946年（第28回大会）  | 函館中（25年ぶり2回目）                        | 準々決勝                                       | ● 0 - 6 浪華商                                 | ベスト8                                        |
| 1947年（第29回大会）  | 函館工（初出場）                               | 1回戦                                          | ○ 5 - 3 臼杵中                                 | 2回戦                                          |
| 1947年（第29回大会）  | 函館工（初出場）                               | 2回戦                                          | ● 0 - 1 京都二商（延長10回）                   | 2回戦                                          |
| 1948年（第30回大会）  | 函館工（2年連続2回目）                         | 1回戦                                          | ○ 5 - 3 前橋                                   | ベスト8                                        |
| 1948年（第30回大会）  | 函館工（2年連続2回目）                         | 2回戦                                          | ○ 4 - 2 穂高農                                 | ベスト8                                        |
| 1948年（第30回大会）  | 函館工（2年連続2回目）                         | 準々決勝                                       | ● 0 - 6 桐蔭                                   | ベスト8                                        |
| 1949年（第31回大会）  | 帯広（初出場）                                 | 1回戦                                          | ○ 5 - 2 東北                                   | 2回戦                                          |
| 1949年（第31回大会）  | 帯広（初出場）                                 | 2回戦                                          | ● 1 - 9 岐阜                                   | 2回戦                                          |
| 1950年（第32回大会）  | 北海（10年ぶり15回目）                         | 1回戦                                          | ○ 5 - 3 山城                                   | ベスト8                                        |
| 1950年（第32回大会）  | 北海（10年ぶり15回目）                         | 2回戦                                          | ○ 5 - 2 明治                                   | ベスト8                                        |
| 1950年（第32回大会）  | 北海（10年ぶり15回目）                         | 準々決勝                                       | ● 3 - 5 済々黌                                 | ベスト8                                        |
| 1951年（第33回大会）  | 北海（2年連続16回目）                          | 2回戦                                          | ● 0 - 1 大垣北                                 | 初戦敗退                                       |
| 1952年（第34回大会）  | 函館西（初出場）                               | 1回戦                                          | △ 0 - 0 岐阜工（延長12回）                     | ベスト8                                        |
| 1952年（第34回大会）  | 函館西（初出場）                               | 1回戦                                          | ○ 7 - 1 岐阜工（再試合）                       | ベスト8                                        |
| 1952年（第34回大会）  | 函館西（初出場）                               | 2回戦                                          | ○ 7 - 3 愛知                                   | ベスト8                                        |
| 1952年（第34回大会）  | 函館西（初出場）                               | 準々決勝                                       | ● 1 - 4 成田（延長15回）                       | ベスト8                                        |
| 1953年（第35回大会）  | 北海（2年ぶり17回目）                          | 1回戦                                          | ● 0 - 2 慶応                                   | 初戦敗退                                       |
| 1954年（第36回大会）  | 北海（2年連続18回目）                          | 2回戦                                          | ○ 6x - 5 福島商                                | ベスト8                                        |
| 1954年（第36回大会）  | 北海（2年連続18回目）                          | 準々決勝                                       | ● 0 - 1 新宮（延長17回）                       | ベスト8                                        |
| 1955年（第37回大会）  | 芦別（初出場）                                 | 2回戦                                          | ● 1 - 3 四日市                                 | 初戦敗退                                       |
| 1956年（第38回大会）  | 北海（2年ぶり19回目）                          | 1回戦                                          | ● 0 - 2 滑川                                   | 初戦敗退                                       |
| 1957年（第39回大会）  | 函館工（9年ぶり3回目）                         | 1回戦                                          | ○ 5 - 0 佐賀商                                 | 2回戦                                          |
| 1957年（第39回大会）  | 函館工（9年ぶり3回目）                         | 2回戦                                          | ● 1 - 5 坂出商                                 | 2回戦                                          |
| 1958年（第40回大会）  | 札幌商（24年ぶり3回目）                        | 1回戦                                          | ● 0 - 2 柳井                                   | 初戦敗退                                       |
| 1959年（第41回大会）  | 帯広三条（北北海道・初出場）                   | 1回戦                                          | ● 4 - 6 天理                                   | 初戦敗退                                       |
| 1959年（第41回大会）  | 苫小牧東（南北海道・初出場）                   | 1回戦                                          | ● 1 - 3 若狭                                   | 初戦敗退                                       |
| 1960年（第42回大会）  | 旭川北（北北海道・初出場）                     | 1回戦                                          | ● 0 - 3 出水商                                 | 初戦敗退                                       |
| 1960年（第42回大会）  | 北海（南北海道・4年ぶり20回目）                | 1回戦                                          | ○ 4x - 3 岐阜商                                | ベスト8                                        |
| 1960年（第42回大会）  | 北海（南北海道・4年ぶり20回目）                | 2回戦                                          | ○ 7 - 4 出水商                                 | ベスト8                                        |
| 1960年（第42回大会）  | 北海（南北海道・4年ぶり20回目）                | 準々決勝                                       | ● 2 - 3 静岡                                   | ベスト8                                        |
| 1961年（第43回大会）  | 釧路江南（北北海道・初出場）                   | 2回戦                                          | ● 6 - 7x 福岡                                  | 初戦敗退                                       |
| 1961年（第43回大会）  | 札幌商（南北海道・3年ぶり4回目）               | 1回戦                                          | ● 1 - 9 大社                                   | 初戦敗退                                       |
| 1962年（第44回大会）  | 帯広三条（北北海道・3年ぶり2回目）             | 2回戦                                          | ● 0 - 2 岐阜商                                 | 初戦敗退                                       |
| 1962年（第44回大会）  | 北海（南北海道・2年ぶり21回目）                | 1回戦                                          | ○ 2 - 1 青森一                                 | ベスト8                                        |
| 1962年（第44回大会）  | 北海（南北海道・2年ぶり21回目）                | 2回戦                                          | ○ 3 - 1 倉敷工                                 | ベスト8                                        |
| 1962年（第44回大会）  | 北海（南北海道・2年ぶり21回目）                | 準々決勝                                       | ● 2 - 4 久留米商                               | ベスト8                                        |
| 1963年（第45回大会）  | 釧路商（北北海道・初出場）                     | 1回戦                                          | ● 5 - 8 高田商                                 | 初戦敗退                                       |
| 1963年（第45回大会）  | 函館工（南北海道・6年ぶり4回目）               | 1回戦                                          | ● 1 - 8 宮崎商                                 | 初戦敗退                                       |
| 1964年（第46回大会）  | 旭川南（北北海道・初出場）                     | 1回戦                                          | ● 0 - 2 宮崎商                                 | 初戦敗退                                       |
| 1964年（第46回大会）  | 北海（南北海道・2年ぶり22回目）                | 1回戦                                          | ○ 6 - 4 富山商                                 | 2回戦                                          |
| 1964年（第46回大会）  | 北海（南北海道・2年ぶり22回目）                | 2回戦                                          | ● 2 - 4 広陵                                   | 2回戦                                          |
| 1965年（第47回大会）  | 帯広三条（北北海道・3年ぶり3回目）             | 1回戦                                          | ○ 3 - 2 八戸                                   | 2回戦                                          |
| 1965年（第47回大会）  | 帯広三条（北北海道・3年ぶり3回目）             | 2回戦                                          | ● 1 - 6 銚子商                                 | 2回戦                                          |
| 1965年（第47回大会）  | 北海（南北海道・2年連続23回目）                | 1回戦                                          | ● 3 - 8 佐賀商                                 | 初戦敗退                                       |
| 1966年（第48回大会）  | 釧路江南（北北海道・5年ぶり2回目）             | 1回戦                                          | ● 1 - 3 小倉工（延長12回）                     | 初戦敗退                                       |
| 1966年（第48回大会）  | 駒大苫小牧（南北海道・初出場）                 | 1回戦                                          | ● 3 - 13 横浜一商                              | 初戦敗退                                       |
| 1967年（第49回大会）  | 網走南ヶ丘（北北海道・初出場）                 | 1回戦                                          | ● 0 - 8 大分商                                 | 初戦敗退                                       |
| 1967年（第49回大会）  | 北海（南北海道・2年ぶり24回目）                | 1回戦                                          | ● 1 - 8 広陵                                   | 初戦敗退                                       |
| 1968年（第50回大会）  | 北日本学院（北北海道・初出場）                 | 1回戦                                          | ○ 1 - 0 若狭                                   | 2回戦                                          |
| 1968年（第50回大会）  | 北日本学院（北北海道・初出場）                 | 2回戦                                          | ● 0 - 1 高知                                   | 2回戦                                          |
| 1968年（第50回大会）  | 北海（南北海道・2年連続25回目）                | 1回戦                                          | ● 3 - 4x 高知                                  | 初戦敗退                                       |
| 1969年（第51回大会）  | 芦別工（北北海道・初出場）                     | 1回戦                                          | ● 0 - 7 飯塚商                                 | 初戦敗退                                       |
| 1969年（第51回大会）  | 三笠（南北海道・初出場）                       | 1回戦                                          | ● 0 - 14 松商学園                              | 初戦敗退                                       |
| 1970年（第52回大会）  | 北見柏陽（北北海道・初出場）                   | 1回戦                                          | ● 0 - 8 箕島                                   | 初戦敗退                                       |
| 1970年（第52回大会）  | 北海（南北海道・2年ぶり26回目）                | 1回戦                                          | ● 10 - 13 滝川                                 | 初戦敗退                                       |
| 1971年（第53回大会）  | 留萌（北北海道・初出場）                       | 1回戦                                          | ● 0 - 1 県岐阜商                               | 初戦敗退                                       |
| 1971年（第53回大会）  | 北海（南北海道・2年連続27回目）                | 1回戦                                          | ● 1 - 3 美方                                   | 初戦敗退                                       |
| 1972年（第54回大会）  | 北見工（北北海道・初出場）                     | 1回戦                                          | ● 3 - 8 星稜                                   | 初戦敗退                                       |
| 1972年（第54回大会）  | 苫小牧工（南北海道・初出場）                   | 1回戦                                          | ○ 5 - 0 宮古水産                               | 2回戦                                          |
| 1972年（第54回大会）  | 苫小牧工（南北海道・初出場）                   | 2回戦                                          | ● 1 - 13 津久見                                | 2回戦                                          |
| 1973年（第55回大会）  | 旭川竜谷（北北海道・初出場）                   | 2回戦                                          | ○ 3 - 2 東洋大姫路                             | 3回戦                                          |
| 1973年（第55回大会）  | 旭川竜谷（北北海道・初出場）                   | 3回戦                                          | ● 0 - 3x 今治西                                | 3回戦                                          |
| 1973年（第55回大会）  | 札幌商（南北海道・12年ぶり5回目）              | 1回戦                                          | ● 0 - 1 京都商（延長11回）                     | 初戦敗退                                       |
| 1974年（第56回大会）  | 旭川竜谷（北北海道・2年連続2回目）             | 2回戦                                          | ○ 4 - 2 丸亀商                                 | 3回戦                                          |
| 1974年（第56回大会）  | 旭川竜谷（北北海道・2年連続2回目）             | 3回戦                                          | ● 1 - 7 静岡商                                 | 3回戦                                          |
| 1974年（第56回大会）  | 函館有斗（南北海道・初出場）                   | 2回戦                                          | ● 3 - 5 高岡商                                 | 初戦敗退                                       |
| 1975年（第57回大会）  | 旭川竜谷（北北海道・3年連続3回目）             | 2回戦                                          | ● 5 - 8 習志野                                 | 初戦敗退                                       |
| 1975年（第57回大会）  | 北海道日大（南北海道・初出場）                 | 2回戦                                          | ● 5 - 6x 金沢桜丘（延長10回）                  | 初戦敗退                                       |
| 1976年（第58回大会）  | 釧路江南（北北海道・10年ぶり3回目）            | 1回戦                                          | ● 0 - 5 東海大相模                             | 初戦敗退                                       |
| 1976年（第58回大会）  | 東海大四（南北海道・初出場）                   | 2回戦                                          | ● 8 - 10 崇徳                                  | 初戦敗退                                       |
| 1977年（第59回大会）  | 釧路江南（北北海道・2年連続4回目）             | 2回戦                                          | ● 1 - 8 今治西                                 | 初戦敗退                                       |
| 1977年（第59回大会）  | 札幌商（南北海道・4年ぶり6回目）               | 2回戦                                          | ● 1 - 3 浜田                                   | 初戦敗退                                       |
| 1978年（第60回大会）  | 旭川竜谷（北北海道・3年ぶり4回目）             | 2回戦                                          | ○ 10 - 2 三刀屋                                | 3回戦                                          |
| 1978年（第60回大会）  | 旭川竜谷（北北海道・3年ぶり4回目）             | 3回戦                                          | ● 2 - 4 岡山東商                               | 3回戦                                          |
| 1978年（第60回大会）  | 東海大四（南北海道・2年ぶり2回目）             | 1回戦                                          | ● 1 - 5 高知商                                 | 初戦敗退                                       |
| 1979年（第61回大会）  | 釧路工（北北海道・初出場）                     | 1回戦                                          | ● 4 - 12 比叡山                                | 初戦敗退                                       |
| 1979年（第61回大会）  | 札幌商（南北海道・2年ぶり7回目）               | 2回戦                                          | ● 3 - 7 箕島                                   | 初戦敗退                                       |
| 1980年（第62回大会）  | 旭川大（北北海道・12年ぶり2回目）              | 1回戦                                          | ○ 4x - 3 日向学院（延長13回）                  | 3回戦                                          |
| 1980年（第62回大会）  | 旭川大（北北海道・12年ぶり2回目）              | 2回戦                                          | ○ 3 - 2 南宇和                                 | 3回戦                                          |
| 1980年（第62回大会）  | 旭川大（北北海道・12年ぶり2回目）              | 3回戦                                          | ● 0 - 14 興南                                  | 3回戦                                          |
| 1980年（第62回大会）  | 札幌商（南北海道・2年連続8回目）               | 1回戦                                          | ○ 5x - 4 龍谷                                  | 3回戦                                          |
| 1980年（第62回大会）  | 札幌商（南北海道・2年連続8回目）               | 2回戦                                          | ○ 7 - 5 双葉                                   | 3回戦                                          |
| 1980年（第62回大会）  | 札幌商（南北海道・2年連続8回目）               | 3回戦                                          | ● 0 - 2 早稲田実                               | 3回戦                                          |
| 1981年（第63回大会）  | 帯広工（北北海道・初出場）                     | 2回戦                                          | ● 1 - 6 都城商                                 | 初戦敗退                                       |
| 1981年（第63回大会）  | 函館有斗（南北海道・7年ぶり2回目）             | 2回戦                                          | ● 2 - 3 福岡大大濠                             | 初戦敗退                                       |
| 1982年（第64回大会）  | 帯広農（北北海道・初出場）                     | 2回戦                                          | ● 2 - 5 益田                                   | 初戦敗退                                       |
| 1982年（第64回大会）  | 函館有斗（南北海道・2年連続3回目）             | 1回戦                                          | ● 3 - 6 沖縄水産                               | 初戦敗退                                       |
| 1983年（第65回大会）  | 旭川竜谷（北北海道・5年ぶり5回目）             | 1回戦                                          | ● 2 - 10 高鍋                                  | 初戦敗退                                       |
| 1983年（第65回大会）  | 駒大岩見沢（南北海道・初出場）                 | 2回戦                                          | ● 3 - 5 箕島                                   | 初戦敗退                                       |
| 1984年（第66回大会）  | 広尾（北北海道・初出場）                       | 2回戦                                          | ● 0 - 6 明徳義塾                               | 初戦敗退                                       |
| 1984年（第66回大会）  | 北海（南北海道・13年ぶり28回目）               | 1回戦                                          | ● 3 - 5 明石（延長11回）                       | 初戦敗退                                       |
| 1985年（第67回大会）  | 旭川竜谷（北北海道・2年ぶり6回目）             | 1回戦                                          | ○ 3 - 2 大社（延長10回）                       | 2回戦                                          |
| 1985年（第67回大会）  | 旭川竜谷（北北海道・2年ぶり6回目）             | 2回戦                                          | ● 1 - 3 沖縄水産                               | 2回戦                                          |
| 1985年（第67回大会）  | 函館有斗（南北海道・3年ぶり4回目）             | 1回戦                                          | ● 1 - 11 沖縄水産                              | 初戦敗退                                       |
| 1986年（第68回大会）  | 帯広三条（北北海道・21年ぶり4回目）            | 2回戦                                          | ● 1 - 12 沖縄水産                              | 初戦敗退                                       |
| 1986年（第68回大会）  | 東海大四（南北海道・8年ぶり3回目）             | 1回戦                                          | ○ 7x - 6 尽誠学園                              | 2回戦                                          |
| 1986年（第68回大会）  | 東海大四（南北海道・8年ぶり3回目）             | 2回戦                                          | ● 1 - 3 前橋商                                 | 2回戦                                          |
| 1987年（第69回大会）  | 帯広北（北北海道・初出場）                     | 1回戦                                          | ● 0 - 2 柳ヶ浦                                 | 初戦敗退                                       |
| 1987年（第69回大会）  | 函館有斗（南北海道・2年ぶり5回目）             | 1回戦                                          | ● 2 - 3 沖縄水産                               | 初戦敗退                                       |
| 1988年（第70回大会）  | 滝川西（北北海道・初出場）                     | 1回戦                                          | ● 1 - 10 天理                                  | 初戦敗退                                       |
| 1988年（第70回大会）  | 札幌開成（南北海道・初出場）                   | 2回戦                                          | ● 1 - 4 津久見                                 | 初戦敗退                                       |
| 1989年（第71回大会）  | 帯広北（北北海道・2年ぶり2回目）               | 1回戦                                          | ● 0 - 10 尽誠学園                              | 初戦敗退                                       |
| 1989年（第71回大会）  | 北海（南北海道・5年ぶり29回目）                | 2回戦                                          | ● 2 - 6 桜ヶ丘                                 | 初戦敗退                                       |
| 1990年（第72回大会）  | 中標津（北北海道・初出場）                     | 2回戦                                          | ● 4 - 5x 星林（延長10回）                      | 初戦敗退                                       |
| 1990年（第72回大会）  | 函館有斗（南北海道・3年ぶり6回目）             | 2回戦                                          | ● 3 - 6 丸亀                                   | 初戦敗退                                       |
| 1991年（第73回大会）  | 旭川工（北北海道・初出場）                     | 2回戦                                          | ● 3 - 5 鹿児島実                               | 初戦敗退                                       |
| 1991年（第73回大会）  | 北照（南北海道・初出場）                       | 1回戦                                          | ● 3 - 4 沖縄水産                               | 初戦敗退                                       |
| 1992年（第74回大会）  | 砂川北（北北海道・初出場）                     | 1回戦                                          | ● 4 - 5 北陸                                   | 初戦敗退                                       |
| 1992年（第74回大会）  | 北海（南北海道・3年ぶり30回目）                | 1回戦                                          | ● 2 - 3 神港学園                               | 初戦敗退                                       |
| 1993年（第75回大会）  | 旭川大（北北海道・13年ぶり3回目）              | 1回戦                                          | ○ 5 - 1 福井商                                 | 2回戦                                          |
| 1993年（第75回大会）  | 旭川大（北北海道・13年ぶり3回目）              | 2回戦                                          | ● 3 - 11 育英                                  | 2回戦                                          |
| 1993年（第75回大会）  | 東海大四（南北海道・7年ぶり4回目）             | 2回戦                                          | ○ 4 - 3 東福岡                                 | 3回戦                                          |
| 1993年（第75回大会）  | 東海大四（南北海道・7年ぶり4回目）             | 3回戦                                          | ● 3 - 4x 修徳（延長11回）                      | 3回戦                                          |
| 1994年（第76回大会）  | 砂川北（北北海道・2年ぶり2回目）               | 1回戦                                          | ○ 6x - 5 江の川                                | 2回戦                                          |
| 1994年（第76回大会）  | 砂川北（北北海道・2年ぶり2回目）               | 2回戦                                          | ● 1 - 10 北海                                  | 2回戦                                          |
| 1994年（第76回大会）  | 北海（南北海道・2年ぶり31回目）                | 1回戦                                          | ○ 6 - 2 宇和島東                               | ベスト8                                        |
| 1994年（第76回大会）  | 北海（南北海道・2年ぶり31回目）                | 2回戦                                          | ○ 10 - 1 砂川北                                | ベスト8                                        |
| 1994年（第76回大会）  | 北海（南北海道・2年ぶり31回目）                | 3回戦                                          | ○ 14 - 5 小松島西                              | ベスト8                                        |
| 1994年（第76回大会）  | 北海（南北海道・2年ぶり31回目）                | 準々決勝                                       | ● 3 - 6 佐賀商                                 | ベスト8                                        |
| 1995年（第77回大会）  | 旭川実（北北海道・初出場）                     | 1回戦                                          | ○ 5 - 4 松山商                                 | ベスト8                                        |
| 1995年（第77回大会）  | 旭川実（北北海道・初出場）                     | 2回戦                                          | ○ 15 - 13 鹿児島商                             | ベスト8                                        |
| 1995年（第77回大会）  | 旭川実（北北海道・初出場）                     | 3回戦                                          | ○ 4 - 2 銚子商                                 | ベスト8                                        |
| 1995年（第77回大会）  | 旭川実（北北海道・初出場）                     | 準々決勝                                       | ● 2 - 3 敦賀気比                               | ベスト8                                        |
| 1995年（第77回大会）  | 北海道工（南北海道・初出場）                   | 1回戦                                          | ● 3 - 12 PL学園                                | 初戦敗退                                       |
| 1996年（第78回大会）  | 旭川工（北北海道・5年ぶり2回目）               | 1回戦                                          | ● 0 - 4 PL学園                                 | 初戦敗退                                       |
| 1996年（第78回大会）  | 北海（南北海道・2年ぶり32回目）                | 2回戦                                          | ● 2 - 4 金沢                                   | 初戦敗退                                       |
| 1997年（第79回大会）  | 旭川大（北北海道・4年ぶり4回目）               | 1回戦                                          | ● 3 - 6 高知商                                 | 初戦敗退                                       |
| 1997年（第79回大会）  | 函館大有斗（南北海道・3年ぶり7回目）           | 1回戦                                          | ○ 4 - 1 宇和島東                               | 2回戦                                          |
| 1997年（第79回大会）  | 函館大有斗（南北海道・3年ぶり7回目）           | 2回戦                                          | ● 0 - 2 春日部共栄                             | 2回戦                                          |
| 1998年（第80回大会）  | 滝川西（北北海道・10年ぶり2回目）              | 1回戦                                          | ● 2 - 6 智弁学園                               | 初戦敗退                                       |
| 1998年（第80回大会）  | 駒大岩見沢（南北海道・15年ぶり2回目）          | 1回戦                                          | ● 4 - 5 岡山城東                               | 初戦敗退                                       |
| 1999年（第81回大会）  | 旭川実（北北海道・3年ぶり2回目）               | 1回戦                                          | ○ 5 - 1 久賀                                   | 3回戦                                          |
| 1999年（第81回大会）  | 旭川実（北北海道・3年ぶり2回目）               | 2回戦                                          | ○ 4 - 1 新潟明訓                               | 3回戦                                          |
| 1999年（第81回大会）  | 旭川実（北北海道・3年ぶり2回目）               | 3回戦                                          | ● 0 - 6 柏稜                                   | 3回戦                                          |
| 1999年（第81回大会）  | 北海（南北海道・3年ぶり33回目）                | 1回戦                                          | ● 1 - 5 徳島商                                 | 初戦敗退                                       |
| 2000年（第82回大会）  | 旭川大（北北海道・3年ぶり5回目）               | 1回戦                                          | ● 2 - 9 柳川                                   | 初戦敗退                                       |
| 2000年（第82回大会）  | 札幌南（南北海道・61年ぶり3回目）              | 1回戦                                          | ● 0 - 7 PL学園                                 | 初戦敗退                                       |
| 2001年（第83回大会）  | 帯広三条（北北海道・15年ぶり5回目）            | 1回戦                                          | ● 0 - 8 玉野光南                               | 初戦敗退                                       |
| 2001年（第83回大会）  | 駒大苫小牧（南北海道・35年ぶり2回目）          | 1回戦                                          | ● 6 - 7 松山商                                 | 初戦敗退                                       |
| 2002年（第84回大会）  | 旭川工（北北海道・6年ぶり3回目）               | 2回戦                                          | ● 0 - 10 福井                                  | 初戦敗退                                       |
| 2002年（第84回大会）  | 札幌第一（南北海道・初出場）                   | 1回戦                                          | ● 4 - 5 智弁和歌山（延長10回）                 | 初戦敗退                                       |
| 2003年（第85回大会）  | 旭川大（北北海道・3年ぶり6回目）               | 2回戦                                          | ● 1 - 9 小松島                                 | 初戦敗退                                       |
| 2003年（第85回大会）  | 駒大苫小牧（南北海道・2年ぶり3回目）           | 1回戦                                          | ● 2 - 5 倉敷工                                 | 初戦敗退                                       |
| 2004年（第86回大会）  | 旭川北（北北海道・44年ぶり2回目）              | 2回戦                                          | ● 3 - 6 岩国                                   | 初戦敗退                                       |
| 2004年（第86回大会）  | 駒大苫小牧（南北海道・2年連続4回目）           | 2回戦                                          | ○ 7 - 3 佐世保実                               | 優勝                                           |
| 2004年（第86回大会）  | 駒大苫小牧（南北海道・2年連続4回目）           | 3回戦                                          | ○ 7 - 6 日大三                                 | 優勝                                           |
| 2004年（第86回大会）  | 駒大苫小牧（南北海道・2年連続4回目）           | 準々決勝                                       | ○ 6 - 1 横浜                                   | 優勝                                           |
| 2004年（第86回大会）  | 駒大苫小牧（南北海道・2年連続4回目）           | 準決勝                                         | ○ 10 - 8 東海大甲府                            | 優勝                                           |
| 2004年（第86回大会）  | 駒大苫小牧（南北海道・2年連続4回目）           | 決勝                                           | ○ 13 - 10 済美                                 | 優勝                                           |
| 2005年（第87回大会）  | 旭川工（北北海道・3年ぶり4回目）               | 1回戦                                          | ● 0 - 6 済美                                   | 初戦敗退                                       |
| 2005年（第87回大会）  | 駒大苫小牧（南北海道・3年連続5回目）           | 2回戦                                          | ○ 5 - 0 聖心ウルスラ                           | 優勝                                           |
| 2005年（第87回大会）  | 駒大苫小牧（南北海道・3年連続5回目）           | 3回戦                                          | ○ 13 - 1 日本航空                              | 優勝                                           |
| 2005年（第87回大会）  | 駒大苫小牧（南北海道・3年連続5回目）           | 準々決勝                                       | ○ 7 - 6 鳴門工                                 | 優勝                                           |
| 2005年（第87回大会）  | 駒大苫小牧（南北海道・3年連続5回目）           | 準決勝                                         | ○ 6 - 5 大阪桐蔭（延長10回）                   | 優勝                                           |
| 2005年（第87回大会）  | 駒大苫小牧（南北海道・3年連続5回目）           | 決勝                                           | ○ 5 - 3 京都外大西                             | 優勝                                           |
| 2006年（第88回大会）  | 白樺学園（北北海道・初出場）                   | 1回戦                                          | ● 7 - 10 高知商                                | 初戦敗退                                       |
| 2006年（第88回大会）  | 駒大苫小牧（南北海道・4年連続6回目）           | 2回戦                                          | ○ 5 - 3 南陽工                                 | 準優勝                                         |
| 2006年（第88回大会）  | 駒大苫小牧（南北海道・4年連続6回目）           | 3回戦                                          | ○ 10x - 9 青森山田                             | 準優勝                                         |
| 2006年（第88回大会）  | 駒大苫小牧（南北海道・4年連続6回目）           | 準々決勝                                       | ○ 5 - 4 東洋大姫路                             | 準優勝                                         |
| 2006年（第88回大会）  | 駒大苫小牧（南北海道・4年連続6回目）           | 準決勝                                         | ○ 7 - 4 智弁和歌山                             | 準優勝                                         |
| 2006年（第88回大会）  | 駒大苫小牧（南北海道・4年連続6回目）           | 決勝                                           | △ 1 - 1 早稲田実（延長15回）                   | 準優勝                                         |
| 2006年（第88回大会）  | 駒大苫小牧（南北海道・4年連続6回目）           | 決勝                                           | ● 3 - 4 早稲田実（再試合）                     | 準優勝                                         |
| 2007年（第89回大会）  | 駒大岩見沢（北北海道・9年ぶり3回目）           | 1回戦                                          | ● 1 - 7 帝京                                   | 初戦敗退                                       |
| 2007年（第89回大会）  | 駒大苫小牧（南北海道・5年連続7回目）           | 1回戦                                          | ● 4 - 5 広陵                                   | 初戦敗退                                       |
| 2008年（第90回大会）  | 駒大岩見沢（北北海道・2年連続4回目）           | 1回戦                                          | ○ 8 - 6 下関工                                 | 3回戦                                          |
| 2008年（第90回大会）  | 駒大岩見沢（北北海道・2年連続4回目）           | 2回戦                                          | ○ 8 - 3 盛岡大付                               | 3回戦                                          |
| 2008年（第90回大会）  | 駒大岩見沢（北北海道・2年連続4回目）           | 3回戦                                          | ● 3 - 15 智弁和歌山                            | 3回戦                                          |
| 2008年（第90回大会）  | 北海（南北海道・9年ぶり34回目）                | 1回戦                                          | ● 10 - 15 東邦                                 | 初戦敗退                                       |
| 2009年（第91回大会）  | 旭川大（北北海道・6年ぶり7回目）               | 1回戦                                          | ● 0 - 2 常葉橘                                 | 初戦敗退                                       |
| 2009年（第91回大会）  | 札幌第一（南北海道・7年ぶり2回目）             | 1回戦                                          | ○ 6 - 3 鳥取城北                               | 2回戦                                          |
| 2009年（第91回大会）  | 札幌第一（南北海道・7年ぶり2回目）             | 2回戦                                          | ● 5 - 8 智弁和歌山                             | 2回戦                                          |
| 2010年（第92回大会）  | 旭川実（北北海道・11年ぶり3回目）              | 1回戦                                          | ● 1 - 5 佐賀学園                               | 初戦敗退                                       |
| 2010年（第92回大会）  | 北照（南北海道・19年ぶり2回目）                | 1回戦                                          | ● 2 - 4 長崎日大                               | 初戦敗退                                       |
| 2011年（第93回大会）  | 白樺学園（北北海道・5年ぶり2回目）             | 1回戦                                          | ○ 3 - 2 鳥取商（延長11回）                     | 2回戦                                          |
| 2011年（第93回大会）  | 白樺学園（北北海道・5年ぶり2回目）             | 2回戦                                          | ● 7 - 8x 智弁和歌山（延長10回）                | 2回戦                                          |
| 2011年（第93回大会）  | 北海（南北海道・3年ぶり35回目）                | 1回戦                                          | ● 2 - 3x 明徳義塾                              | 初戦敗退                                       |
| 2012年（第94回大会）  | 旭川工（北北海道・7年ぶり5回目）               | 1回戦                                          | ● 8 - 9x 龍谷大平安（延長11回）                | 初戦敗退                                       |
| 2012年（第94回大会）  | 札幌第一（南北海道・3年ぶり3回目）             | 1回戦                                          | ● 3 - 5 佐世保実                               | 初戦敗退                                       |
| 2013年（第95回大会）  | 帯広大谷（北北海道・初出場）                   | 1回戦                                          | ● 3 - 4 福井商                                 | 初戦敗退                                       |
| 2013年（第95回大会）  | 北照（南北海道・3年ぶり3回目）                 | 1回戦                                          | ● 0 - 6 常総学院                               | 初戦敗退                                       |
| 2014年（第96回大会）  | 武修館（北北海道・初出場）                     | 2回戦                                          | ● 2 - 4 八戸学院光星                           | 初戦敗退                                       |
| 2014年（第96回大会）  | 東海大四（南北海道・21年ぶり5回目）            | 1回戦                                          | ○ 6 - 1 九州国際大付                           | 2回戦                                          |
| 2014年（第96回大会）  | 東海大四（南北海道・21年ぶり5回目）            | 2回戦                                          | ● 0 - 2 山形中央（延長10回）                   | 2回戦                                          |
| 2015年（第97回大会）  | 白樺学園（北北海道・4年ぶり3回目）             | 1回戦                                          | ● 3 - 4x 下関商（延長11回）                    | 初戦敗退                                       |
| 2015年（第97回大会）  | 北海（南北海道・4年ぶり36回目）                | 1回戦                                          | ● 4 - 18 鹿児島実                              | 初戦敗退                                       |
| 2016年（第98回大会）  | クラーク国際（北北海道・初出場）               | 2回戦                                          | ● 3 - 5 聖光学院                               | 初戦敗退                                       |
| 2016年（第98回大会）  | 北海（南北海道・2年連続37回目）                | 2回戦                                          | ○ 2x - 1 松山聖陵                              | 準優勝                                         |
| 2016年（第98回大会）  | 北海（南北海道・2年連続37回目）                | 3回戦                                          | ○ 4 - 1 日南学園                               | 準優勝                                         |
| 2016年（第98回大会）  | 北海（南北海道・2年連続37回目）                | 準々決勝                                       | ○ 7 - 3 聖光学院                               | 準優勝                                         |
| 2016年（第98回大会）  | 北海（南北海道・2年連続37回目）                | 準決勝                                         | ○ 4 - 3 秀岳館                                 | 準優勝                                         |
| 2016年（第98回大会）  | 北海（南北海道・2年連続37回目）                | 決勝                                           | ● 1 - 7 作新学院                               | 準優勝                                         |
| 2017年（第99回大会）  | 滝川西（北北海道・19年ぶり3回目）              | 1回戦                                          | ● 3 - 15 仙台育英                              | 初戦敗退                                       |
| 2017年（第99回大会）  | 北海（南北海道・3年連続38回目）                | 2回戦                                          | ● 4 - 5 神戸国際大付                           | 初戦敗退                                       |
| 2018年（第100回大会） | 旭川大（北北海道・9年ぶり8回目）               | 1回戦                                          | ● 4 - 5 佐久長聖（延長14回・TB）               | 初戦敗退                                       |
| 2018年（第100回大会） | 北照（南北海道・5年ぶり4回目）                 | 1回戦                                          | ● 2 - 4 沖学園                                 | 初戦敗退                                       |
| 2019年（第101回大会） | 旭川大（北北海道・2年連続9回目）               | 1回戦                                          | ● 0 - 1 星稜                                   | 初戦敗退                                       |
| 2019年（第101回大会） | 北照（南北海道・2年連続5回目）                 | 2回戦                                          | ● 3 - 4 中京学院大中京                         | 初戦敗退                                       |
| 2020年（第102回大会） | （新型コロナウイルス感染症流行により開催中止） | （新型コロナウイルス感染症流行により開催中止） | （新型コロナウイルス感染症流行により開催中止） | （新型コロナウイルス感染症流行により開催中止） |
| 2021年（第103回大会） | 帯広農（北北海道・39年ぶり2回目）              | 1回戦                                          | ● 2 - 4 ノースアジア大明桜                     | 初戦敗退                                       |
| 2021年（第103回大会） | 北海（南北海道・4年ぶり39回目）                | 1回戦                                          | ● 1 - 2 神戸国際大付                           | 初戦敗退                                       |
| 2022年（第104回大会） | 旭川大（北北海道・3年ぶり10回目）              | 1回戦                                          | ● 3 - 6 大阪桐蔭                               | 初戦敗退                                       |
| 2022年（第104回大会） | 札幌大谷（南北海道・初出場）                   | 1回戦                                          | ● 2 - 3x 二松学舎大付                          | 初戦敗退                                       |
| 2023年（第105回大会） | クラーク国際（北北海道・7年ぶり2回目）         | 1回戦                                          | ○ 7 - 1 前橋商                                 | 2回戦                                          |
| 2023年（第105回大会） | クラーク国際（北北海道・7年ぶり2回目）         | 2回戦                                          | ● 1 - 2 花巻東                                 | 2回戦                                          |
| 2023年（第105回大会） | 北海（南北海道・2年ぶり40回目）                | 1回戦                                          | ○ 9x - 8 明豊（延長10回TB）                    | 3回戦                                          |
| 2023年（第105回大会） | 北海（南北海道・2年ぶり40回目）                | 2回戦                                          | ○ 3x - 2 浜松開誠館                            | 3回戦                                          |
| 2023年（第105回大会） | 北海（南北海道・2年ぶり40回目）                | 3回戦                                          | ● 4 - 10 神村学園                              | 3回戦                                          |
| 2024年（第106回大会） | 白樺学園（北北海道・9年ぶり4回目）             | 1回戦                                          | ● 0 - 1 創成館                                 | 初戦敗退                                       |
| 2024年（第106回大会） | 札幌日大（南北海道・初出場）                   | 1回戦                                          | ● 3 - 7 京都国際                               | 初戦敗退                                       |
| 2025年（第107回大会） | 旭川志峯（北北海道・3年ぶり11回目）            | 1回戦                                          | ● 1 - 3 広陵                                   | 初戦敗退                                       |
| 2025年（第107回大会） | 北海（南北海道・2年ぶり41回目）                | 1回戦                                          | ● 7 - 10 東海大熊本星翔                        | 初戦敗退                                       |

## 通算成績
| 出場 | 試合 | 勝利 | 敗戦 | 引分 | 勝率 | 優勝 | 準優勝 | ベスト4 | ベスト8 |
| ---- | ---- | ---- | ---- | ---- | ---- | ---- | ------ | ------- | ------- |
| 166  | 241  | 75   | 164  | 2    | .314 | 2    | 2      | 1       | 14      |

## 学校別成績
| 校名         | 出場 | 勝敗       | 直近出場 | 最高成績 | 前身校             |
| ------------ | ---- | ---------- | -------- | -------- | ------------------ |
| 北海         | 41回 | 23勝41敗   | 2025年   | 準優勝   | 北海中             |
| 旭川志峯     | 11回 | 4勝11敗    | 2025年   | 3回戦    | 北日本学院、旭川大 |
| 北海学園札幌 | 8回  | 3勝8敗     | 1980年   | ベスト8  | 札幌商             |
| 駒大苫小牧   | 7回  | 14勝5敗1分 | 2007年   | 優勝2回  |                    |
| 函館大有斗   | 7回  | 1勝7敗     | 1997年   | 2回戦    | 函館有斗           |
| 旭川龍谷     | 6回  | 4勝6敗     | 1985年   | 3回戦    | 旭川竜谷           |
| 東海大札幌   | 5回  | 3勝5敗     | 2014年   | 3回戦    | 東海大四           |
| 帯広三条     | 5回  | 1勝5敗     | 2001年   | 2回戦    |                    |
| 旭川工       | 5回  | 0勝5敗     | 2012年   | 初戦敗退 |                    |
| 北照         | 5回  | 0勝5敗     | 2019年   | 初戦敗退 |                    |
| 函館工       | 4回  | 4勝4敗     | 1963年   | ベスト8  |                    |
| 駒大岩見沢   | 4回  | 2勝4敗     | 2008年   | 3回戦    |                    |
| 白樺学園     | 4回  | 1勝4敗     | 2024年   | 2回戦    |                    |
| 釧路江南     | 4回  | 0勝4敗     | 1977年   | 初戦敗退 |                    |
| 旭川実       | 3回  | 5勝3敗     | 2010年   | ベスト8  |                    |
| 札幌南       | 3回  | 1勝3敗     | 2000年   | 2回戦    | 札幌一中           |
| 札幌第一     | 3回  | 1勝3敗     | 2012年   | 2回戦    |                    |
| 滝川西       | 3回  | 0勝3敗     | 2017年   | 初戦敗退 |                    |
| 函館中部     | 2回  | 1勝2敗     | 1946年   | ベスト8  | 函館中             |
| 砂川         | 2回  | 1勝2敗     | 1994年   | 2回戦    | 砂川北             |
| クラーク国際 | 2回  | 1勝2敗     | 2023年   | 2回戦    |                    |
| 帯広北       | 2回  | 0勝2敗     | 1989年   | 初戦敗退 |                    |
| 旭川北       | 2回  | 0勝2敗     | 2004年   | 初戦敗退 |                    |
| 帯広農       | 2回  | 0勝2敗     | 2021年   | 初戦敗退 |                    |
| 函館西       | 1回  | 2勝1敗1分  | 1952年   | ベスト8  |                    |
| 函館商       | 1回  | 1勝1敗     | 1923年   | ベスト8  |                    |
| 帯広柏葉     | 1回  | 1勝1敗     | 1949年   | 2回戦    | 帯広               |
| 苫小牧工     | 1回  | 1勝1敗     | 1972年   | 2回戦    |                    |
| 旭川商       | 1回  | 0勝1敗     | 1926年   | 初戦敗退 |                    |
| 芦別         | 1回  | 0勝1敗     | 1955年   | 初戦敗退 |                    |
| 苫小牧東     | 1回  | 0勝1敗     | 1959年   | 初戦敗退 |                    |
| 釧路商       | 1回  | 0勝1敗     | 1963年   | 初戦敗退 |                    |
| 旭川南       | 1回  | 0勝1敗     | 1964年   | 初戦敗退 |                    |
| 網走南ヶ丘   | 1回  | 0勝1敗     | 1967年   | 初戦敗退 |                    |
| 芦別総合技術 | 1回  | 0勝1敗     | 1969年   | 初戦敗退 | 芦別工             |
| 三笠         | 1回  | 0勝1敗     | 1969年   | 初戦敗退 |                    |
| 北見柏陽     | 1回  | 0勝1敗     | 1970年   | 初戦敗退 |                    |
| 留萌         | 1回  | 0勝1敗     | 1971年   | 初戦敗退 |                    |
| 北見工       | 1回  | 0勝1敗     | 1972年   | 初戦敗退 |                    |
| 北海道栄     | 1回  | 0勝1敗     | 1975年   | 初戦敗退 | 北海道日大         |
| 釧路工       | 1回  | 0勝1敗     | 1979年   | 初戦敗退 |                    |
| 帯広工       | 1回  | 0勝1敗     | 1981年   | 初戦敗退 |                    |
| 広尾         | 1回  | 0勝1敗     | 1984年   | 初戦敗退 |                    |
| 札幌開成     | 1回  | 0勝1敗     | 1988年   | 初戦敗退 | 札幌開成           |
| 中標津       | 1回  | 0勝1敗     | 1990年   | 初戦敗退 |                    |
| 北海道科学大 | 1回  | 0勝1敗     | 1995年   | 初戦敗退 | 北海道工           |
| 帯広大谷     | 1回  | 0勝1敗     | 2013年   | 初戦敗退 |                    |
| 武修館       | 1回  | 0勝1敗     | 2014年   | 初戦敗退 |                    |
| 札幌大谷     | 1回  | 0勝1敗     | 2022年   | 初戦敗退 |                    |
| 札幌日大     | 1回  | 0勝1敗     | 2024年   | 初戦敗退 |                    |